# 朝代神社
朝代神社（あさしろじんじゃ）は、京都府舞鶴市朝代13に鎮座する神社。旧社格は府社。

## 祭神
主祭神
- 伊弉諾尊（いざなぎのみこと）

## 歴史
672年9月、淡路島の伊弉諾神宮より勧請して創建されたと伝わる。江戸時代からは田辺藩町民の産土神として奉られてきた。江戸時代後期に編纂された「神祇管領吉田家諸国社家執奏記」では田辺朝代社同大河社であり、丹後国十一社のひとつとされている。
享保17年（1732年）の大火によって旧社殿を焼失し、元文9年（1739年）に現在の社殿が再建された。

## 境内
鳥居をくぐって直ぐ左に参道がのび、突き当たりで円隆寺境内と接する。突き当りを右に折れて石段を登ったところに社殿がある。

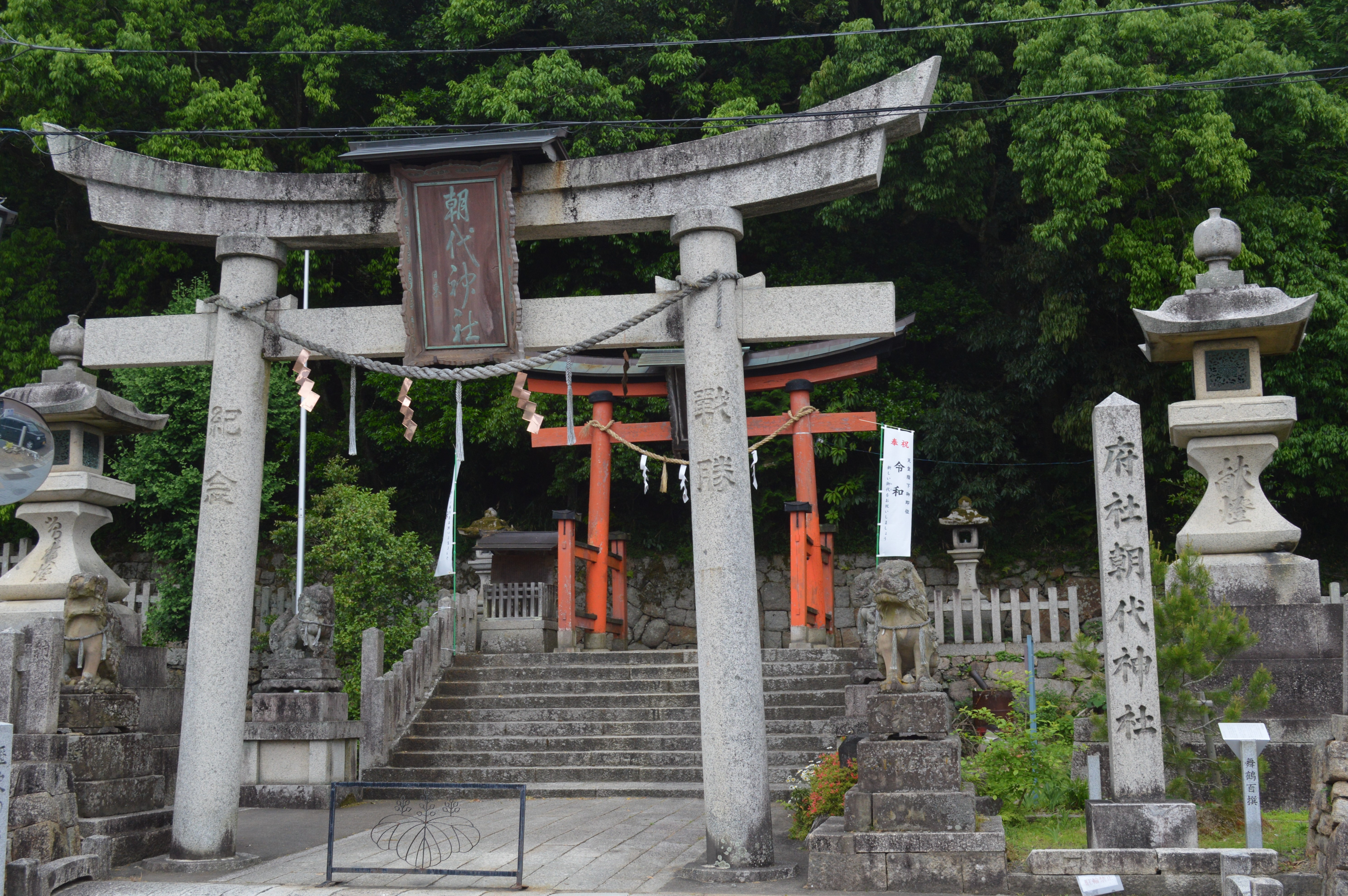
鳥居
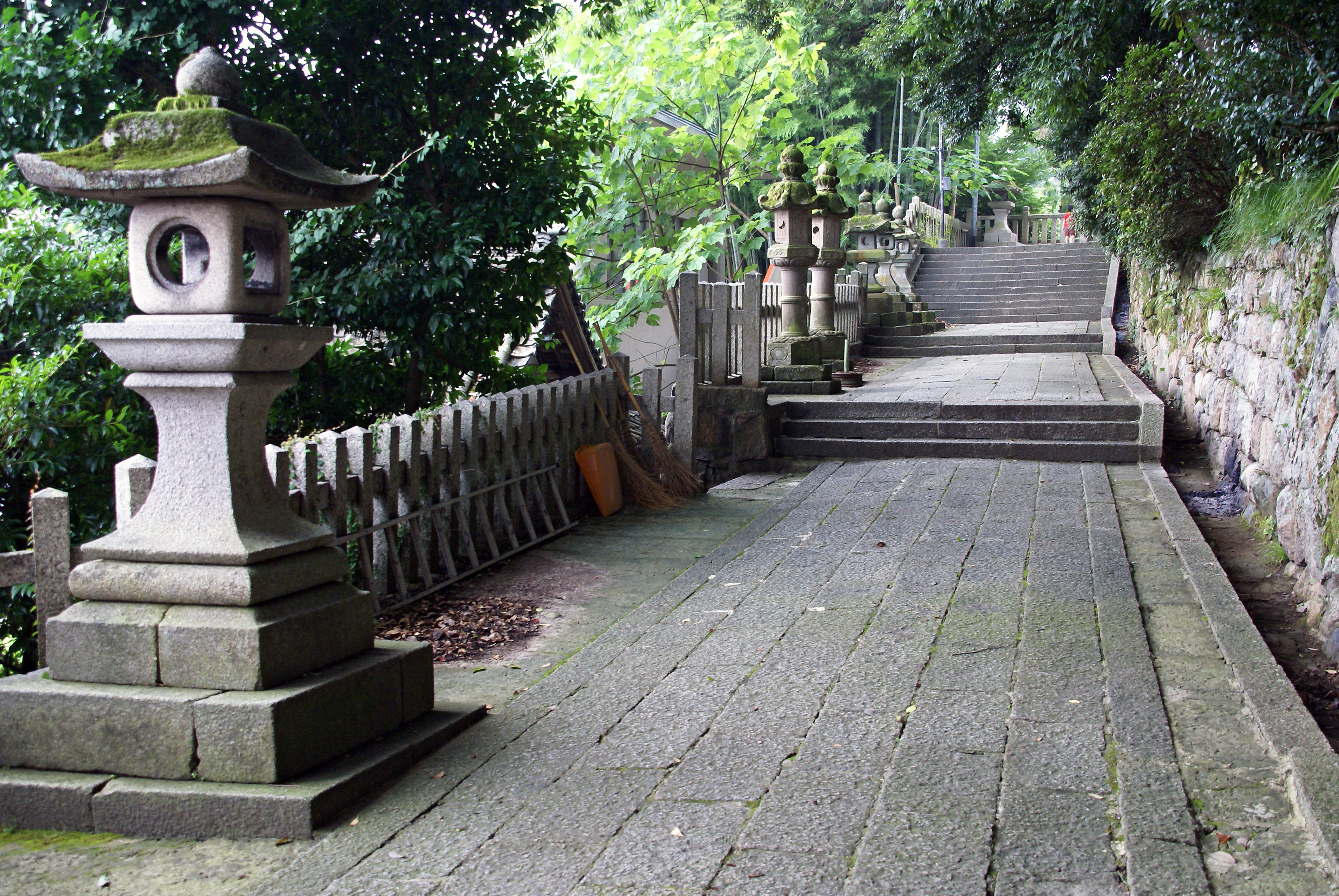
参道
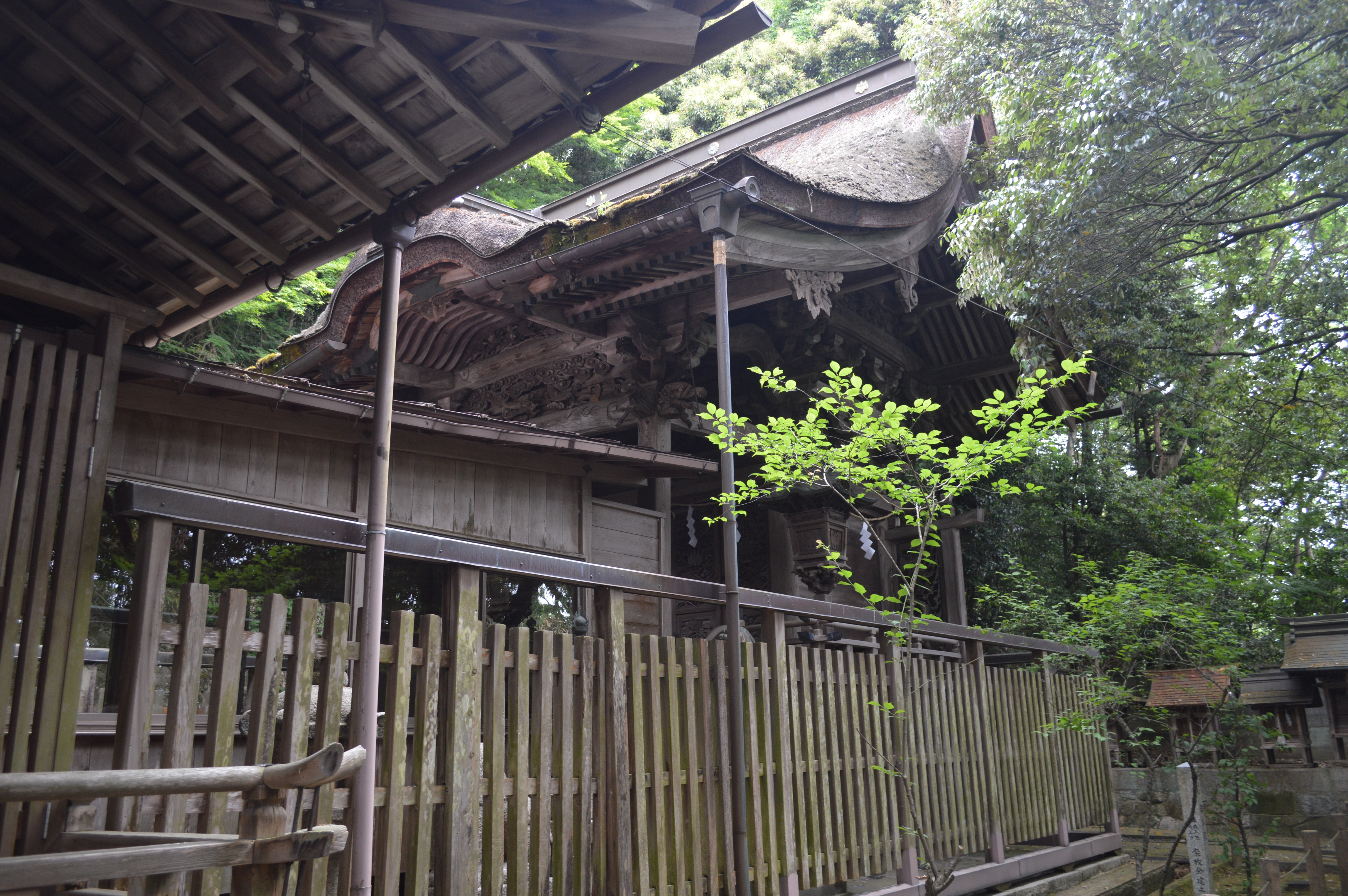
本殿

## 文化財

### 府指定無形民俗文化財
- 「吉原太刀振り」 - 4年に一度、11月3日に奉納される神事。関ヶ原の戦いの際の田辺城攻防戦を模したと伝えられる。「東吉原の振物」とも。吉原太刀振保存会によって継承されている。1968年（昭和43年）5月23日、舞鶴市無形民俗文化財に指定された。1989年（平成元年）4月14日、京都府登録文化財に登録された

### 市指定有形文化財
- 「朝代神社本殿」（建造物） - 1993年（平成5年）1月12日、舞鶴市有形文化財に指定された[1]。

### 市指定有形民俗文化財
- 「朝代神社奉納和船」 - 元文4年（1739年）。1993年（平成5年）1月12日、舞鶴市有形民俗文化財に指定された[1]。
- 「朝代神社祭礼絵巻」 - 2005年（平成17年）8月25日、舞鶴市有形民俗文化財に指定された[1]。個人蔵。
- 「朝代神社祭礼芸屋台・見送幕」7基[2] - 2013年（平成25年）から2015年（平成27年）にかけて指定された。

## 基本情報
- 所在地 - 〒624-0842 京都府舞鶴市朝代13
- 交通アクセス - JR西日本舞鶴線・京都丹後鉄道宮舞線西舞鶴駅から徒歩10分

## 周辺情報
- 円隆寺
- 本行寺
- 桂林寺
- 瑞光寺